# Honduras aux Jeux olympiques d'été de 1968
Le Honduras participe aux Jeux olympiques d'été de 1968 à Mexico au Mexique du 12 au 27 octobre 1968. Il s'agit de sa première participation à des Jeux d'été.
La délégation se compose de six athlètes, participant à la seule discipline d'athlétisme.

## Épreuves

### Athlétisme
Le Honduras participe aux Jeux olympiques avec 6 athlètes.
Cristóbal Corrales (en), né le 23 avril 1947 (21 ans lors des Jeux) participe aux éliminatoires de la compétition du 200 m. Il arrive 7e et dernier de sa série et est éliminé de la compétition.
| Athlète            | Épreuve | Date et heure   | Lieu                          | Séries   | Séries | Quart de finale | Quart de finale | Demi-finale | Demi-finale | Finale   | Finale |
| Athlète            | Épreuve | Date et heure   | Lieu                          | Résultat | Rang   | Résultat        | Rang            | Résultat    | Rang        | Résultat | Rang   |
| ------------------ | ------- | --------------- | ----------------------------- | -------- | ------ | --------------- | --------------- | ----------- | ----------- | -------- | ------ |
| Cristóbal Corrales | 200 m   | 15 octobre 1968 | Stade olympique universitaire | 23 s 93  | 7e     | -               | -               | -           | -           | -        | -      |

Emilio Barahona (en), né le 15 avril 1949 et Arturo Córdoba (en), né le 19 mai 1949 (tous deux 19 ans lors des Jeux) participent aux éliminatoires de la compétition du 1 500 m. Ils arrivent respectivement 11e et 12e et derniers de leurs séries et sont éliminés de la compétition.
| Athlète         | Épreuve | Date et heure   | Lieu                          | 1er tour      | 1er tour | Demi-finale | Demi-finale | Finale   | Finale |
| Athlète         | Épreuve | Date et heure   | Lieu                          | Résultat      | Rang     | Résultat    | Rang        | Résultat | Rang   |
| --------------- | ------- | --------------- | ----------------------------- | ------------- | -------- | ----------- | ----------- | -------- | ------ |
| Emilio Barahona | 1 500 m | 18 octobre 1968 | Stade olympique universitaire | 4 min 56 s 00 | 11e      | -           | -           | -        | -      |
| Arturo Córdoba  | 1 500 m | 18 octobre 1968 | Stade olympique universitaire | 5 min 18 s 92 | 12e      | -           | -           | -        | -      |

Juan Valladares (en), né le 22 janvier 1947 et Clovis Morales (en), né le 27 février 1949 (21 et 19 ans lors des Jeux) participent aux éliminatoires de la compétition du 5 000 m. Ils arrivent chacun 14e et dernier de leurs séries respectives et sont éliminés de la compétition.
| Athlète         | Épreuve | Date et heure   | Lieu                          | 1er tour       | 1er tour | Finale   | Finale |
| Athlète         | Épreuve | Date et heure   | Lieu                          | Résultat       | Rang     | Résultat | Rang   |
| --------------- | ------- | --------------- | ----------------------------- | -------------- | -------- | -------- | ------ |
| Juan Valladares | 5 000 m | 15 octobre 1968 | Stade olympique universitaire | 18 min 21 s 06 | 14e      | -        | -      |
| Clovis Morales  | 5 000 m | 15 octobre 1968 | Stade olympique universitaire | 18 min 40 s 02 | 14e      | -        | -      |

Rodolfo Erazo (en), né le 13 février 1946 (22 ans lors des jeux) participe à l'épreuve de 10 000 m le 13 octobre au Stade olympique universitaire, mais ne finit pas la course.